# Nati nel 1726
| Questa pagina contiene informazioni ricavate automaticamente dalle voci biografiche con l'ausilio del template Bio e di un bot. L'aggiornamento è periodico e automatico e ricostruisce completamente la pagina. Se manca una persona in questa lista, sei pregato di non aggiungerla, ma accertati piuttosto che la sua voce biografica contenga il template Bio e che i dati anagrafici siano correttamente compilati. Se il template Bio manca, inseriscilo tu stesso o, in alternativa, metti l'avviso {{tmp\|Bio}} che ne segnala la mancanza. Se i dati riportati sono sbagliati, correggi direttamente la voce biografica; le modifiche saranno visibili in questa lista entro pochi giorni. Per chiarimenti vedi il progetto biografie. La lista contiene solo le 120 persone che sono citate nell'enciclopedia e per le quali è stato implementato correttamente il template Bio. Pagina aggiornata al 2 ago 2025. |

## Gennaio(7)
- 3 gennaio - Anna Blackburne, botanica e naturalista inglese († 1793)
- 5 gennaio - Alexandre Deleyre, scrittore francese († 1797)
- 11 gennaio - Pëtr Ivanovič Melissino, generale e nobile greco († 1797)
- 13 gennaio - Friedrich Wilhelm von Raison, politico e educatore tedesco († 1791)
- 18 gennaio - Enrico di Prussia, principe e generale prussiano († 1802)
- 26 gennaio - Augustin Roux, traduttore e medico francese († 1776)
- 28 gennaio - Christian Felix Weiße, poeta, scrittore e pedagogo tedesco († 1804)

## Febbraio(10)
- 2 febbraio - Urbain-René de Hercé, vescovo cattolico francese († 1795)
- 4 febbraio - Jean-Jacques Blaise d'Abbadie, funzionario francese († 1765)
- 4 febbraio - Francesco di Monaco, principe monegasco († 1743)
- 5 febbraio - John Caillaud, generale britannico († 1812)
- 20 febbraio - William Prescott, ufficiale statunitense († 1795)
- 23 febbraio - Prokop Adalbert Czernin von und zu Chudenitz, nobile boemo († 1777)
- 24 febbraio - Federico Antonio di Hohenzollern-Hechingen, generale e nobile tedesco († 1812)
- 25 febbraio - Guglielmina d'Assia-Kassel, nobile († 1808)
- 26 febbraio - Luigi Valadier, orafo e gioielliere italiano († 1785)
- 28 febbraio - Vasilij Jakovlevič Čičagov, ammiraglio e esploratore russo († 1809)

## Marzo(9)
- 5 marzo - Claude-François-Xavier Millot, religioso e storico francese († 1785)
- 8 marzo - Richard Howe, I conte Howe, ammiraglio britannico († 1799)
- 11 marzo - Louise d'Épinay, scrittrice francese († 1783)
- 14 marzo - Esma Sultan, principessa ottomana († 1788)
- 14 marzo - Charles Augustin de Royrand, generale francese († 1793)
- 23 marzo - François Denis Tronchet, giurista e politico francese († 1806)
- 25 marzo - Jules Hercule Mériadec de Rohan-Guéméné, nobile francese († 1788)
- 27 marzo - Cristiano Alberto di Hohenlohe-Langenburg, nobile tedesco († 1789)
- 30 marzo - Giovanni Battista Nicolai, matematico e presbitero italiano († 1793)

## Aprile(8)
- 5 aprile - Giovan Battista Campidori, architetto italiano († 1781)
- 5 aprile - Benjamin Harrison V, politico statunitense († 1791)
- 6 aprile - Gerardo Maiella, religioso italiano († 1755)
- 7 aprile - Charles Burney, compositore, organista e storico inglese († 1814)
- 8 aprile - William Gibbons, rivoluzionario e politico statunitense († 1800)
- 20 aprile - James Hay, XV conte di Erroll, nobile scozzese († 1778)
- 22 aprile - Bonifacio Da Ponte, vescovo cattolico italiano († 1810)
- 22 aprile - Joseph Johann Ferraris, generale e cartografo austriaco († 1814)

## Maggio(11)
- 1º maggio - Justus Friedrich Wilhelm Zachariae, scrittore e poeta tedesco († 1777)
- 1º maggio - Antonio Zucchi, pittore italiano († 1795)
- 4 maggio - Giuseppe Cignaroli, pittore italiano († 1796)
- 11 maggio - Giovanni Guglielmo di Sassonia-Coburgo-Saalfeld, principe e militare († 1745)
- 13 maggio - Johann Georg Roederer, medico e anatomista tedesco († 1763)
- 14 maggio - Francesco Cantuti Castelvetri, poeta e letterato italiano († 1777)
- 14 maggio - Ludovico Manin, doge († 1802)
- 18 maggio - Archibald Montgomerie, XI conte di Eglinton, nobile, militare e politico scozzese († 1796)
- 20 maggio - Gabriel-François Doyen, pittore francese († 1806)
- 24 maggio - Pasquale Amati, storiografo italiano († 1796)
- 25 maggio - Giuseppe Paolucci, francescano e teorico della musica italiano († 1776)

## Giugno(11)
- 3 giugno - James Hutton, geologo scozzese († 1797)
- 11 giugno - Maria Teresa Raffaella di Borbone-Spagna, spagnola († 1746)
- 14 giugno - Thomas Pennant, naturalista e antiquario gallese († 1798)
- 20 giugno - Luisa Enrichetta di Borbone-Conti, nobile francese († 1759)
- 22 giugno - Maria Luisa Gonzaga, nobildonna spagnola († 1773)
- 22 giugno - Francisco da Assunção e Brito, arcivescovo cattolico portoghese († 1808)
- 23 giugno - Franz de Paula Ulrich Kinsky von Wchinitz und Tettau, principe e militare austriaco († 1792)
- 24 giugno - Robert Monckton, generale e politico britannico († 1782)
- 25 giugno - Alessandro Maria Calefati, vescovo cattolico, archeologo e storico italiano († 1793)
- 26 giugno - Vittorio Amedeo III di Savoia, re († 1796)
- 29 giugno - Aleksandr Filippovič Kokorinov, architetto russo († 1772)

## Luglio(5)
- 2 luglio - Giuseppe Beccadelli di Bologna, diplomatico e politico italiano († 1813)
- 5 luglio - Giovanni Agostino De Cosmi, pedagogista e filosofo italiano († 1810)
- 8 luglio - John Berkenhout, fisico, naturalista e scrittore britannico († 1791)
- 18 luglio - Innocenzo Spinazzi, scultore italiano († 1798)
- 19 luglio - Pierre-Charles Le Mettay, pittore francese († 1759)

## Agosto(6)
- 9 agosto - Francesco Cetti, gesuita, zoologo e matematico italiano († 1778)
- 15 agosto - Carlo Antonio Martini, giurista italiano († 1800)
- 19 agosto - Giulio Cesare Viancini, arcivescovo cattolico italiano († 1797)
- 25 agosto - Giovanni Battista Alagona, vescovo cattolico italiano († 1801)
- 25 agosto - Benigno Zerafa, compositore maltese († 1804)
- 29 agosto - Guglielmo d'Assia-Philippsthal, nobile († 1810)

## Settembre(6)
- 2 settembre - John Howard, filantropo britannico († 1790)
- 7 settembre - François-André Danican Philidor, compositore e scacchista francese († 1795)
- 14 settembre - Yosep IV Hindi († 1791)
- 18 settembre - Joannes-Henricus von Franckenberg, cardinale e arcivescovo cattolico tedesco († 1804)
- 21 settembre - Jovan Rajić, storico, teologo e docente serbo († 1801)
- 25 settembre - Angelo Maria Bandini, religioso, bibliotecario e collezionista d'arte italiano († 1803)

## Ottobre(6)
- 1º ottobre - Vincenzo Ranuzzi, cardinale italiano († 1800)
- 6 ottobre - Maria Teresa Felicita d'Este, nobile italiana († 1754)
- 14 ottobre - Charles Middleton, I barone Barham, ammiraglio britannico († 1813)
- 15 ottobre - Tommaso Maria Gabrini, matematico italiano († 1808)
- 16 ottobre - Daniel Chodowiecki, pittore e incisore tedesco († 1801)
- 19 ottobre - Luisa di Danimarca, principessa danese († 1756)

## Novembre(9)
- 1º novembre - Bernardo Gigli, circense italiano († 1791)
- 3 novembre - Alessandro Di Meo, teologo e storico italiano († 1786)
- 4 novembre - Bartolomeo Maria Dal Monte, presbitero italiano († 1778)
- 4 novembre - Carlo Pergamo, vescovo cattolico italiano († 1785)
- 20 novembre - Oliver Wolcott, politico e militare statunitense († 1797)
- 22 novembre - Antonino Barcellona, presbitero e teologo italiano († 1805)
- 24 novembre - Ivan Grigor'evič Černyšëv, politico e ufficiale russo († 1797)
- 29 novembre - Giovanni Benedetto Giovanelli, politico italiano († 1791)
- 30 novembre - Jacques Aliamet, incisore e editore francese († 1788)

## Dicembre(7)
- 1º dicembre - Paolo Maurizio Caissotti, vescovo cattolico italiano († 1786)
- 1º dicembre - Eggert Ólafsson, esploratore e scrittore islandese († 1768)
- 3 dicembre - George Wythe, giudice e politico statunitense († 1807)
- 5 dicembre - Cristiana Anna di Anhalt-Köthen, contessa († 1790)
- 12 dicembre - Francesco D'Adda, nobile e politico italiano († 1779)
- 18 dicembre - Ferdinand Maria von Lobkowicz, nobile e vescovo cattolico boemo († 1795)
- 25 dicembre - Christian Wilhelm Franz Walch, teologo e storico austriaco († 1784)

## Senza giorno specificato(25)
- Alessandro di Georgia, principe georgiano († 1791)
- William Alexander, generale statunitense († 1783)
- Pietro Camporese, architetto italiano († 1781)
- Eyre Coote, militare e politico britannico († 1783)
- Gaetano Costalonga, pittore italiano († 1816)
- Antonio Dusi, pittore italiano († 1776)
- Francesco Giuseppe I del Liechtenstein, principe austriaco († 1781)
- Ignazio Galletti, architetto italiano († 1791)
- François-Thomas Germain, artista francese († 1791)
- Leopold Keckheisen, pittore austriaco († 1799)
- George William Lemon, lessicografo britannico († 1797)
- Pietro Maderni, scultore svizzero († 1790)
- Pavel Dmitrievič Mansurov, generale e principe russo († 1801)
- Edward Nairne, artigiano inglese († 1806)
- Cornelis Ploos van Amstel, pittore olandese († 1798)
- Johann Rall, militare tedesco († 1776)
- Giovenale Sacchi, religioso e musicologo italiano († 1789)
- Sergej Vasil'evič Saltykov, diplomatico russo († 1765)
- Giovanni Scajario, pittore italiano († 1792)
- Katsukawa Shunshō, pittore e incisore giapponese († 1793)
- Jedediah Strutt, imprenditore e inventore inglese († 1795)
- Henry Vane, II conte di Darlington, ufficiale inglese († 1792)
- Alessandro Vasta, pittore italiano († 1793)
- Yeğen Hacı Mehmed Pascià, politico e militare ottomano († 1787)
- Marco della Tomba, missionario, indologo e traduttore italiano († 1803)